# Trichopria morio
Trichopria morio är en stekelart som först beskrevs av Thomson 1858.  Trichopria morio ingår i släktet Trichopria, och familjen hyllhornsteklar. Arten är reproducerande i Sverige.